# Warrior (Alabama)
 Warrior és una població dels Estats Units a l'estat d'Alabama. Segons el cens del 2000 tenia 3.169 habitants.

## Demografia
Segons el cens del 2000, Warrior tenia 3.169 habitants, 1.302 habitatges, i 898 famílies La densitat de població era de 155,3 habitants/km².
Dels 1.302 habitatges en un 28,6% hi vivien nens de menys de 18 anys, en un 49,1% hi vivien parelles casades, en un 16,1% dones solteres, i en un 31% no eren unitats familiars. En el 28,5% dels habitatges hi vivien persones soles el 15,1% de les quals corresponia a persones de 65 anys o més que vivien soles. El nombre mitjà de persones vivint en cada habitatge era de 2,43 i el nombre mitjà de persones que vivien en cada família era de 2,98.
Per edats la població es repartia de la següent manera: un 22,8% tenia menys de 18 anys, un 9,5% entre 18 i 24, un 26,8% entre 25 i 44, un 24,1% de 45 a 60 i un 16,8% 65 anys o més.
L'edat mitjana era de 39 anys. Per cada 100 dones hi havia 87,4 homes. Per cada 100 dones de 18 o més anys hi havia 84,7 homes.
La renda mitjana per habitatge era de 28.143 $ i la renda mitjana per família de 35.697 $. Els homes tenien una renda mitjana de 32.306 $ mentre que les dones 20.486 $. La renda per capita de la població era de 14.919 $. Aproximadament el 12,1% de les famílies estaven per davall del llindar de pobresa.

## Poblacions properes
El següent diagrama mostra les poblacions més properes.